# HD 82886
Illyrian eller HD 82886 är en ensam stjärna belägen i den mellersta delen av stjärnbilden Lilla lejonet. Den har en skenbar magnitud av ca 7,63 och kräver åtminstone en stark handkikare för att kunna observeras. Baserat på parallax enligt Gaia Data Release 2 på ca 7,8 mas, beräknas den befinna sig på ett avstånd på ca 416 ljusår (ca 128 parsek) från solen. Den rör sig bort från solen med en heliocentrisk radialhastighet på ca 13 km/s.

## Nomenklatur
HD 82886 och dess planet HD 82886 b tilldelades, på förslag av Albanien, namnen Illyrian respektive Arber i NameExoWorlds-kampanjen som 2019 anordnades av International Astronomical Union. Namnet Illyrian gavs efter det forntida folket i Balkanregionen (inklusive Albanien) och Arber efter den medeltida benämningen av invånarna i Albanien.

## Egenskaper
HD 82886 är en gul till vit jättestjärna av spektraltyp G0. Den har en massa som är ca 2,5 solmassor, en radie som är ca 5,3 solradier och har ca 12 gånger solens utstrålning av energi från dess fotosfär vid en effektiv temperatur av ca 5 000 K.

## Planetsystem
År 2011 upptäcktes en exoplanet HD 82886 b med en massa av 1,3 gånger Jupiters massa, som kretsar kring stjärnan på ett ungefärligt avstånd av 1,65 astronomiska enheter med en omloppsperiod av 705 dygn.